# Омутское (Владимирская область)
Омутское — село в Суздальском районе Владимирской области России, входит в состав Селецкого сельского поселения.

## География
Село расположено на берегу реки Нерли (приток Клязьмы) в 8 км на север от города Суздаля.

## История

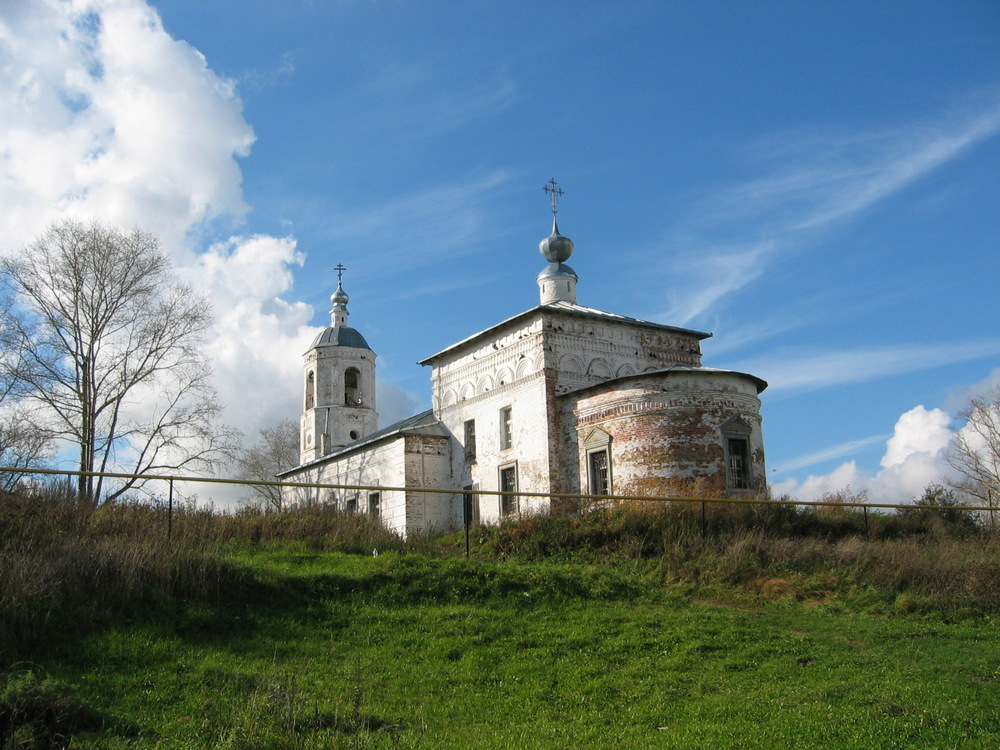
Храм Ефрема Сирина в селе Омутском

В первой четверти XV столетия село принадлежало княгине Марии, супруге Нижегородского князя Даниила Борисовича. По смерти мужа княгиня Мария приняла иночество с именем Марина и вотчину свою село Омуцково отказала Суздальскому Спасо-Евфимиеву монастырю. В 1490 году великий князь Иван Иванович из своей дворцовой Лопатницкой вотчины пожаловал монастырю два луга по речке Подоксе и реке Нерли, прилегающие к селу Омуцкому и бывшие предметом спора между монастырём и крестьянами села Лопатниц. В 1498 году по грамоте великого князя Ивана Васильевича произведено было размежевание земель при Омуцком, принадлежавших Спасо-Евфимиеву монастырю и князю Борису Годунову. Омуцково принадлежало указанному монастырю до отобрания монастырских вотчин в казну в 1764 году. Существующая в селе каменная церковь с каменною же колокольнею построена в 1755 году усердием прихожан. Престолов в церкви три: в холодной — во имя преподобного Ефрема Сирина, в тёплой трапезной — во имя Симеона Столпника и святого и чудотворного Николая. В 1896 году приход состоял из одного села, в котором 122 двора, душ мужского пола 353, женского — 382. Приход входил в четвертый благочиннический округ Владимирской и Суздальской епархии. В состав этого округа входили следующие окрестные села: Борисково, Борисово, Булгаково, Быково (погост), Быково Старое, Весь, Глазово, Елховка, Зернилово, Кибергино, Лопатницы, Менчаково, Обезово, Омуцково, Поддыбье, Романово, Стебачево, Тетерино, Торчино и Шумилово. Итого 20 сёл. С 1886 году в селе существовала церковно-приходская школа. С 1877 г. мельница общества крестьян с. Омутского: 5 водяных колес, 14 сил. 2 рабочих.
В конце XIX — начале XX века село входило с состав Яневской волости Суздальского уезда.
С 1929 года село входило в состав Весского сельсовета Суздальского района, с 1965 года — Романовского сельсовета.
Из отчёта комиссии по делам культов при Президиуме ВЦИК за 1936 год: «Суздальский рик Ивановской области ещё осенью 1935 г. пытался снять колокола с церкви с. Омутского (5 км от Суздаля). Массовой работы проведено не было, санкции облисполкома рик не имел. Верующие воспрепятствовали этому. рик 27.6 с/г ночью послал бригаду Цветметлома для снятия колоколов. Бригада, пробравшись на колокольню и заперев её, принялась за работу. Слух распространился по селу. К церкви сбежались верующие и потребовали, чтобы бригада ушла с колокольни. Бригада не уходила. Тогда верующими была подожжена внутри деревянная лестница колокольни. Рабочим бригады пришлось слезать через крышу. Одному из рабочих проломили голову. Утром из Суздальского района власти направили другую бригаду с вооруженной винтовками милицией и колокола сняли. Село Омутское 200 дворов, полностью коллективизировано».

## Население
| 1859 | 1897 | 1905 | 1926 | 2002 | 2010 | 2021 |
| ---- | ---- | ---- | ---- | ---- | ---- | ---- |
| 636  | ↗719 | ↗779 | ↗904 | ↘319 | ↘289 | ↘221 |

## Современное состояние
В селе расположено сельхозпредприятие СПК «Нерль»

## Достопримечательности
В селе находится действующая церковь Ефрема Сирина (1755). 